# وانامیکرز (پنسیلوانیا)
وانامیکرز (به انگلیسی: Wanamakers) یک منطقهٔ مسکونی در ایالات متحده آمریکا است که در پنسیلوانیا قرار دارد. وانامیکرز ۱۳۴٫۱۱ متر بالاتر از سطح دریا واقع شده‌است.